# Catuche (barrio de Caracas)
Catuche es un barrio construido al margen del río que lleva el mismo nombre y está ubicado en el centro de Caracas, la capital de Venezuela. El barrio asciende la topografía escarpada y discurre paralelamente a la Calle Real de Puerta Caracas, vinculada al Camino Viejo de Los Españoles, conectándolo con la plaza La Pastora y la Iglesia de La Divina Pastora. Es una zona de bajos recursos económicos, que ha enfrentado diversos problemas sociales y de infraestructura a lo largo de su historia.  
A pesar de estas dificultades, la comunidad de Catuche se ha destacado por su espíritu de lucha y solidaridad entre sus habitantes, que han organizado diversas iniciativas desde finales del siglo XX para mejorar su calidad de vida y reclamar sus derechos como ciudadanos. 

## Historia
Catuche es también el nombre que los indígenas le daban a una exquisita fruta tropical –la guanábana–, cuyo árbol se encontraba en grandes cantidades, sembrado a las márgenes de un importante río que delimitaba el primer asentamiento humano que poblaba el valle del río Guaire. Este mismo río fue por mucho tiempo uno de los límites de la Caracas colonial en donde se edifica la parroquia La Pastora, centro tradicional de la ciudad.
Desde la fundación de Caracas hasta finales del siglo XIX, los cauces del Río Catuche abastecieron de agua a la ciudad, como lo evidencian los restos del primer tanque que aún se conservan en el sector La Quinta. Sobre las aguas del Río Catuche también se levantó el Puente Carlos III, en 1775, que aún se aprecia en nuestros días y que constituye uno de los patrimonios arquitectónicos más importantes de Caracas. Incluso en el siglo XX, el encanto de las riberas de Catuche inspiraron a poetas como Andrés Eloy Blanco y pintores como Arturo Michelena, quien captura el paisaje en su obra Cascada de Catuche (1889).

### Primeros asentamientos
Los primeros asentamientos construidos en lo que hoy es la comunidad de Catuche datan de 1937, pero a partir del 23 de enero de 1958 empieza un crecimiento acelerado de viviendas autoconstruidas en el margen del río. Es en este momento cuando el Río Catuche adquiere la denominación de zona de barrios.
Los primeros habitantes de Catuche llegaron, en su mayoría, del interior del país en busca de mejores oportunidades y el progreso que les prometía el comienzo del periodo democrático en el país. De esta forma empieza la historia de una comunidad con una cultura, urbanismo y tejido social propios.

### Compañía de Jesús y organización comunitaria
La llegada de la Compañía de Jesús a Catuche en 1988, tuvo un impacto significativo en la organización comunitaria y el bienestar de sus habitantes. Los jesuitas se acercaron a la comunidad a través de un programa de formación pastoral sin imponer credos ni normas, sino compartiendo su fe y acompañando a la comunidad en su lucha por mejorar sus condiciones de vida.
Con el tiempo, los jesuitas se convirtieron en parte del barrio, generando espacios inclusivos y conformando una simbiosis que cargaba de significado la vida de sus habitantes. La convivencia en la fe permitió la aparición de un código común de comunicación que ayudó a identificar y buscar soluciones a los problemas del barrio, lo que impulsó el desarrollo social y la mejora de la calidad de vida de la comunidad en general. Las comunidades cristianas, también pequeños grupos, se convirtieron en animadores de otros, en convocantes para el encuentro y el diálogo abierto. Y comenzaron a surgir muchas iniciativas para intervenir en la vida del barrio.

### La Reivindicación del Derecho a la Vivienda
En 1999  las fuertes lluvias ocurridas en el país dejaron mucha destrucción en Catuche, afectando a miles de personas. Poco más de seis minutos bastaron para que el río rompiera seiscientas casas, casi todos los sistemas de iluminación, las escaleras, veredas, barandas, cunetas, la estación para la medición de lluvias y control de creciente, y todo cuanto se había logrado con el Proyecto Catuche; el plan de desarrollo urbano y ciudadano que, entre otras cosas, había logrado detener la construcción de viviendas improvisadas en el sector y que éste fuese el único de Caracas cuya quebrada contaba con trabajos infraestructurales, de inspección y de mantenimiento.
Como el gobierno no respondía, la comunidad se organizó para enfrentar la emergencia. La gente se reunió en asambleas para discutir las necesidades más urgentes y buscar soluciones juntos. De esta forma, surgieron iniciativas como comedores populares, brigadas de limpieza y refugios temporales.
La comunidad se dio cuenta de que, para resolver el problema de la vivienda, debían actuar juntos. Crearon una cooperativa de vivienda que les permitió, con ayuda del Estado, el Consorcio Social Catuche y ONGs, construir las Residencias Nuevo Catuche. Esto fue una solución para 199 familias y les permitió tener una casa digna. Además, fortaleció la solidaridad y el sentido de comunidad en Catuche. La organización comunitaria fue fundamental para que la gente pudiera reclamar su derecho a una vivienda digna y mejorar sus condiciones de vida. En este proceso alrededor de 200 familias quedaron sin recibir respuesta por lo sucedido hace más de 20 años.

### Mesas de Paz
Desde los años 80, Catuche vivía en un ambiente de violencia e inseguridad. Había grupos armados y  un vacío  de acciones gubernamentales  para prevenir el delito, por lo que la gente vivía con miedo y la violencia era algo común. La guerra declarada entre las bandas armadas de La Quinta y Portillo, dos pequeñas localidades del barrio popular de Catuche, en el centro de Caracas, dejó decenas de "madres huérfanas".
En 2006, las Madres de Catuche lideraron el proceso de las Mesas de Paz. Fueron ellas las que propusieron la iniciativa para mejorar la seguridad y la calidad de vida en la comunidad. Las madres, con su compromiso y dedicación, lograron movilizar a la comunidad y generar un mayor sentido de unidad y solidaridad.
Además, organizaciones nacionales e internacionales con programas de formación en derechos humanos ayudaron a la comunidad a conocer sus derechos y exigir su cumplimiento. Con el liderazgo y compromiso de las Madres, se implementaron medidas concretas para sentar las bases de una cultura de paz y respeto a los derechos humanos que todavía perdura hoy en día. La experiencia de Catuche muestra que las madres son actores clave en la construcción de una sociedad más justa y pacífica.

## Patrimonios de Catuche

### Río Catuche

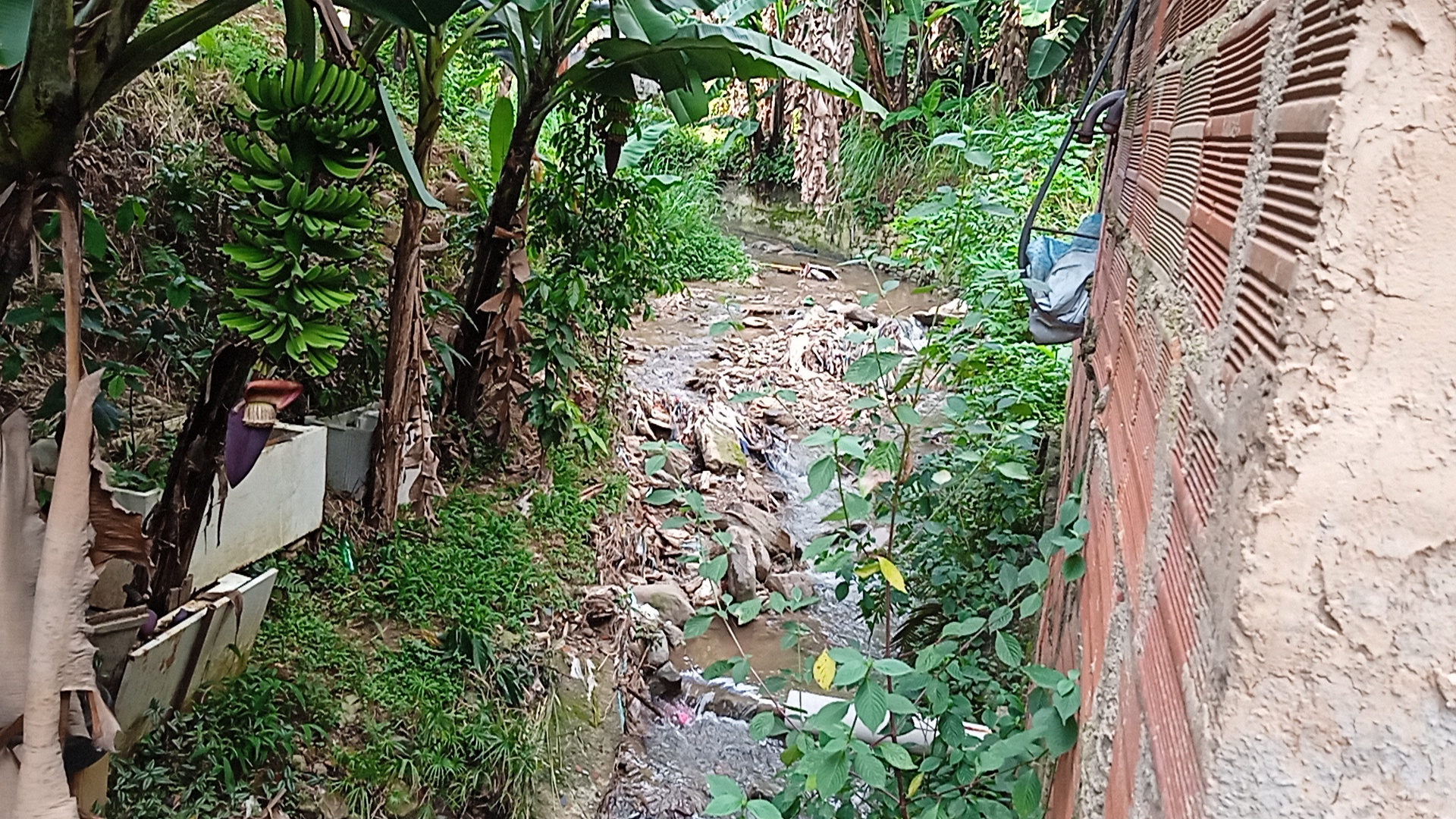
Río Catuche, 2022

El río Catuche tiene su origen en la fila maestra de la cordillera de la costa, precisamente al pie de Las Culebrillas, a una altitud de 1807 metros sobre el nivel del mar y se encuentra dentro del parque nacional El Ávila, oficialmente el Waraira Repano. En la vertiente occidental del río se ubican las quebradas El Cedro y Las Mayas. El río entra en la ciudad por la zona de Puerta de Caracas y recorre parte de la urbe antes de desembocar en el río Guaire, específicamente en San Agustín del Norte. Es importante destacar que el río Catuche tiene una gran relevancia histórica para Caracas, ya que fue la principal fuente de agua potable de la ciudad desde su fundación hasta finales del siglo XIX.  
Además, el curso del río fue el escenario del desarrollo de Caracas. En este río se encuentra el puente Carlos III, construido en 1772, que actualmente es considerado como patrimonio arquitectónico de la ciudad.

### La Ceiba
La Ceiba de Catuche es un árbol muy importante en la ciudad. Con un tronco de más de 4 metros de diámetro y una altura de unos 30 metros, resulta imponente por su tamaño. Los catucheros lo consideran un árbol sagrado y lo han protegido y venerado por muchas generaciones. Además, este magnífico espécimen sobrevivió a la inundación y tragedia del 99, eso también lo convirtió en un símbolo de resistencia y esperanza.

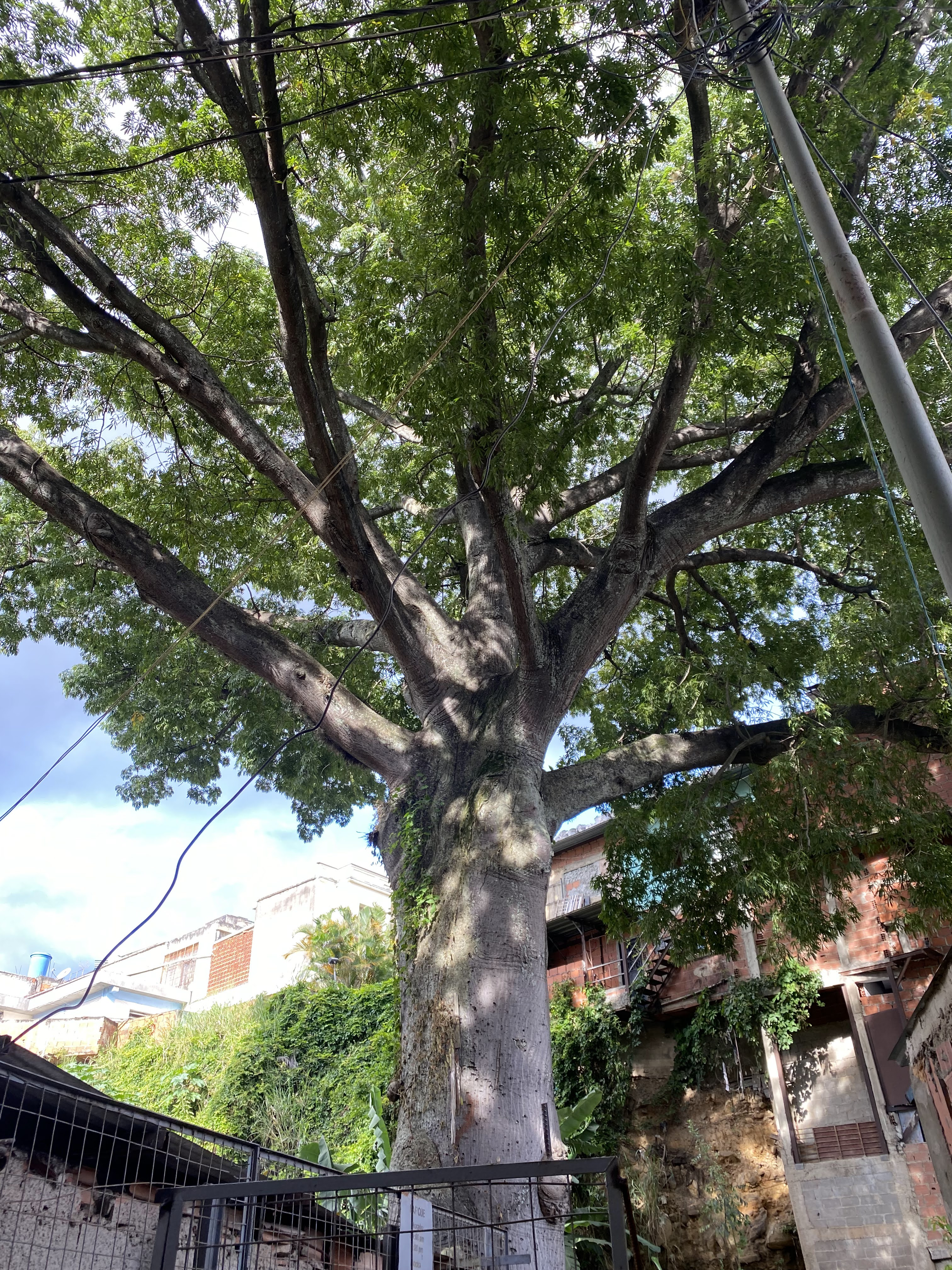
Árbol La Ceiba en Catuche

Además, la Ceiba de Catuche es también un lugar histórico y culturalmente significativo. Se dice que el Libertador Simón Bolívar pasó por allí en varias ocasiones. Actualmente, es un destino turístico popular y atrae a personas interesadas en la naturaleza y la historia. 

### Puente Carlos III (1772)
El Puente Carlos III es una estructura histórica situada en La Pastora, Caracas, cerca de Catuche, que fue construida en 1772 durante el reinado del rey Carlos III de España. Es uno de los puentes más antiguos de Venezuela y está construido con piedra y argamasa. El puente tiene una longitud de unos 30 metros y consta de tres arcos de medio punto apoyados en pilares de piedra. A pesar de haber soportado varias inundaciones y terremotos a lo largo de los años, sigue en pie.
El Puente Carlos III es un importante monumento histórico y arquitectónico que forma parte del patrimonio cultural de Caracas. Desde su construcción, ha sido una vía de comunicación importante para los habitantes de La Pastora y Catuche, que conecta ambas zonas de la ciudad. En la actualidad, sigue siendo utilizado por peatones y algunos vehículos, y es un lugar turístico y de interés para los amantes de la arquitectura y la historia.

### La Casa de las Llaves
Por su arquitectura se estima que esta edificación fue construida entre los años treinta y los años cincuenta del siglo XX. La creencia popular afirma que esta construcción lleva por nombre “Casa de Las Llaves” debido a que albergaba las llaves hidráulicas del primer tanque de Caracas, pero debido a su ubicación en la ribera del río y su arquitectura todo apunta a que era una residencia particular construida entre los años 1930 y 1960, lo que algunas personas denominan, una casa de hacienda. 

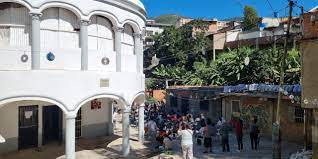
Casa de las llaves y Plaza del Agua La Quinta Catuche 2023

Cuando sucedió la vaguada en 1999 cuando Catuche se inundó y el barrio quedó tapiado, esta casa quedó en intacta y fungió como centro de acopio. Adicionalmente el Consorcio Social Catuche ha contribuido a su conservación y mantenimiento por tratarse de un hermoso  patrimonio comunitario.

### Centros de Fe y Alegría: Servicios educativos accesibles para la comunidad
En la comunidad de Catuche, existen dos centros de Fe y Alegría: ubicados en los sectores Portillo y La Quinta. Ambos centros buscan mejorar la calidad de vida de las comunidades locales y promover el desarrollo social y educativo en la zona. Esta organización es reconocida por su labor formativa y de animación comunitaria y su compromiso con la educación y el bienestar de las personas más vulnerables.
En el caso del centro de La Quinta fue construido por el Consorcio Social Catuche en lo que antes era el gran  basurero del barrio, logrando humanizar y brindar oportunidades a las familias cartucheras con este centro educativo.  

### Espacios comunitarios rescatados y creados por la comunidad organizada
La Plaza de las Piedras en Portillo está adornada con piedras recuperadas del río luego de la vaguada de 1999.

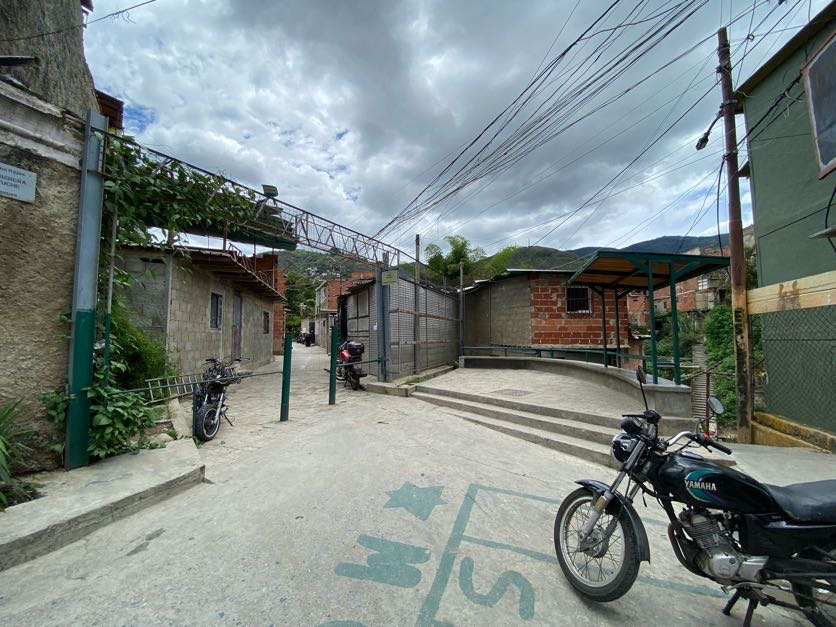
Plaza de Portillo

La Plaza de Portillo, que antes era un estacionamiento, ahora es un espacio de esparcimiento y  uso para todos. 

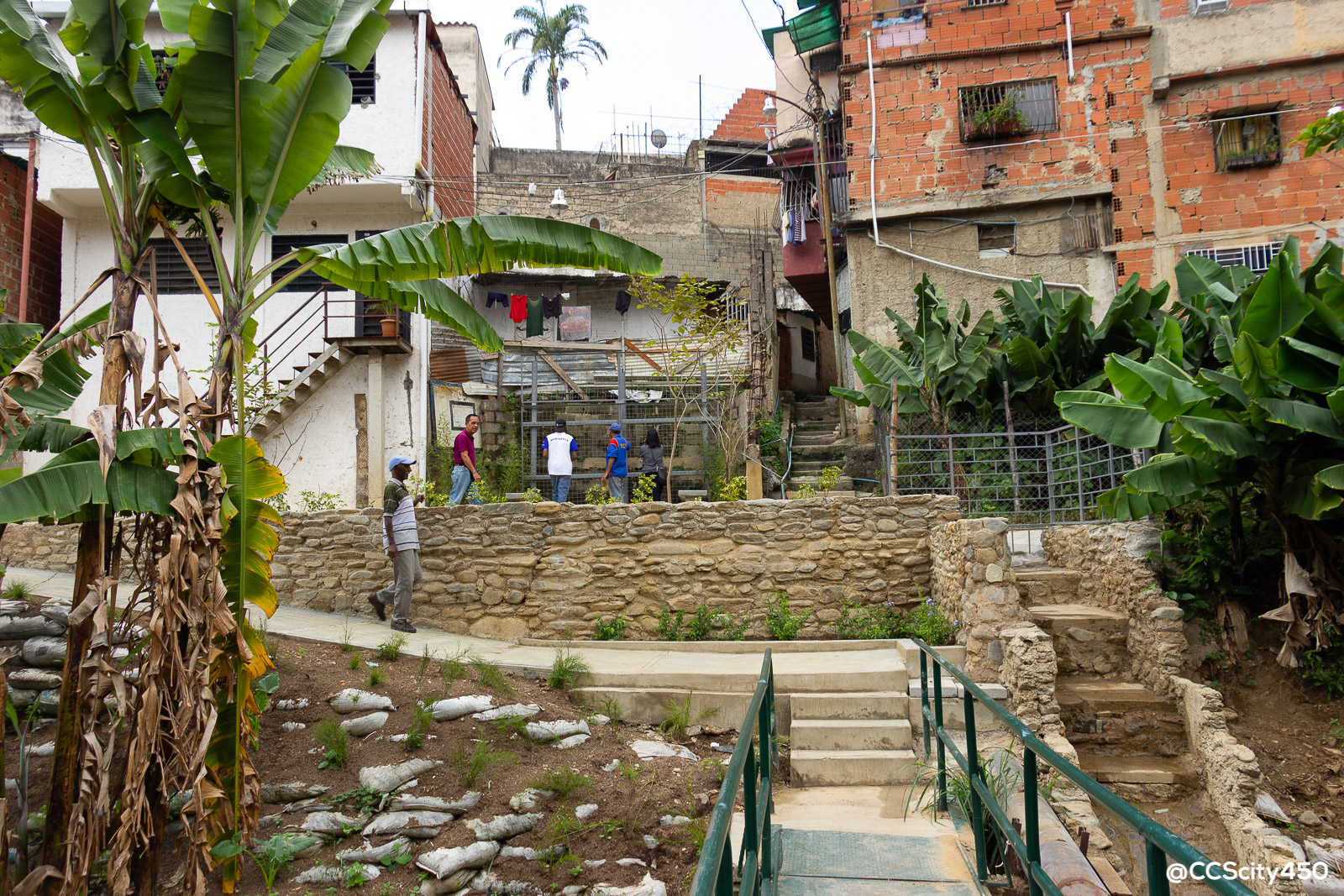
Plaza San Vicente Sector Portillo

La Plaza San Vicente lleva su nombre por la calle aledaña, se encuentra en Portillo y es un lugar de encuentro, sobre todo para los jóvenes. 
Las Caminerías de la Ribereña pasaron de ser un camino de tierra y estacionamiento a un pasaje peatonal y de motos, donde se circula a velocidad mínima. La comunidad se organizó y, gracias a colaboraciones y actividades, se ha logrado pavimentar poco a poco. Actualmente, se realizan con regularidad rifas y un bingo comunitario para recaudar fondos.

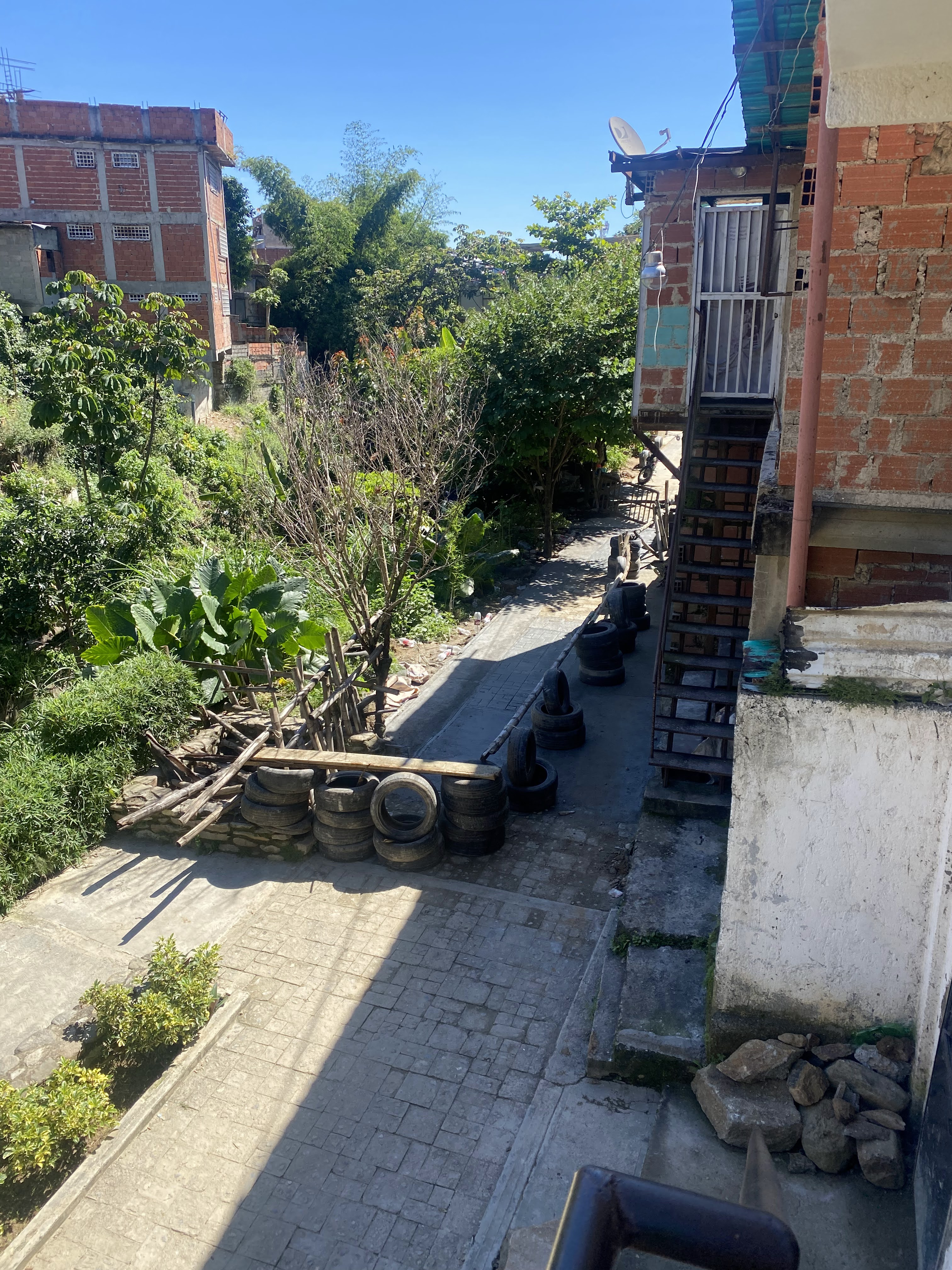
Proceso de construcción de las caminerías Sector Portillo - Catuche

Las Canchas Portillo y Puerta de Caracas son espacios deportivos para todos, los mismos han sido ejemplo de organización al establecer en conjunto horarios y reglas para los mismos.
La Plaza del Agua La Quinta es un área de usos múltiples y sitio de encuentro de gran parte de la comunidad debido a su centralidad geográfica. Todos estos espacios son el resultado del esfuerzo y la organización comunitaria con apoyo especialmente del Consorcio Social Catuche que es un aliado para estas iniciativas en Catuche.

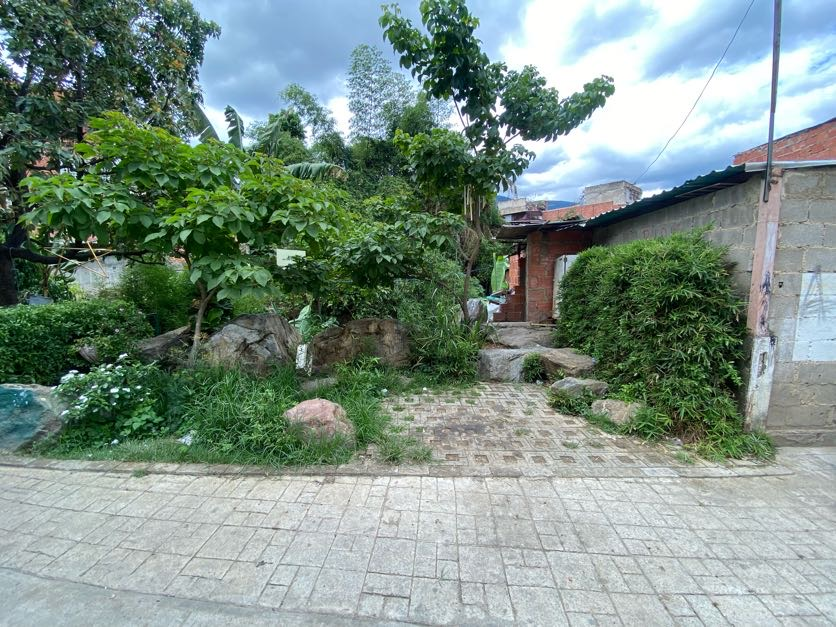
Plaza Las Piedras

### Organización al estilo Catuche: Reivindicación de la dimensión sociourbana.

#### ASOCICA
En 1994, la Asociación Civil Catuche “ASOCICA” se crea como una respuesta a las necesidades y problemas de la comunidad. Se conformó por un grupo de hombres y mujeres habitantes del barrio, que estaban  dispuestos a facilitar el proceso del desarrollo local y actuar en solucionar los problemas de la comunidad. 
La organización se estableció sin fines de lucro, con el objetivo de mejorar la calidad de vida de la gente y promover el desarrollo integral de la comunidad. ASOCICA se convirtió en la voz representativa de la comunidad de Catuche y sigue siendo un espacio de participación ciudadana activa y cuenta con una alianza histórica muy importante con Fe y Alegría Catuche y la Rectoría de San Ignacio de Loyola constituyendo el Consorcio Social Catuche, que busca promover la calidad de vida de los catucheros. 

#### Grupo juvenilSueño de Catuche:Generación de relevo de la organización comunitaria

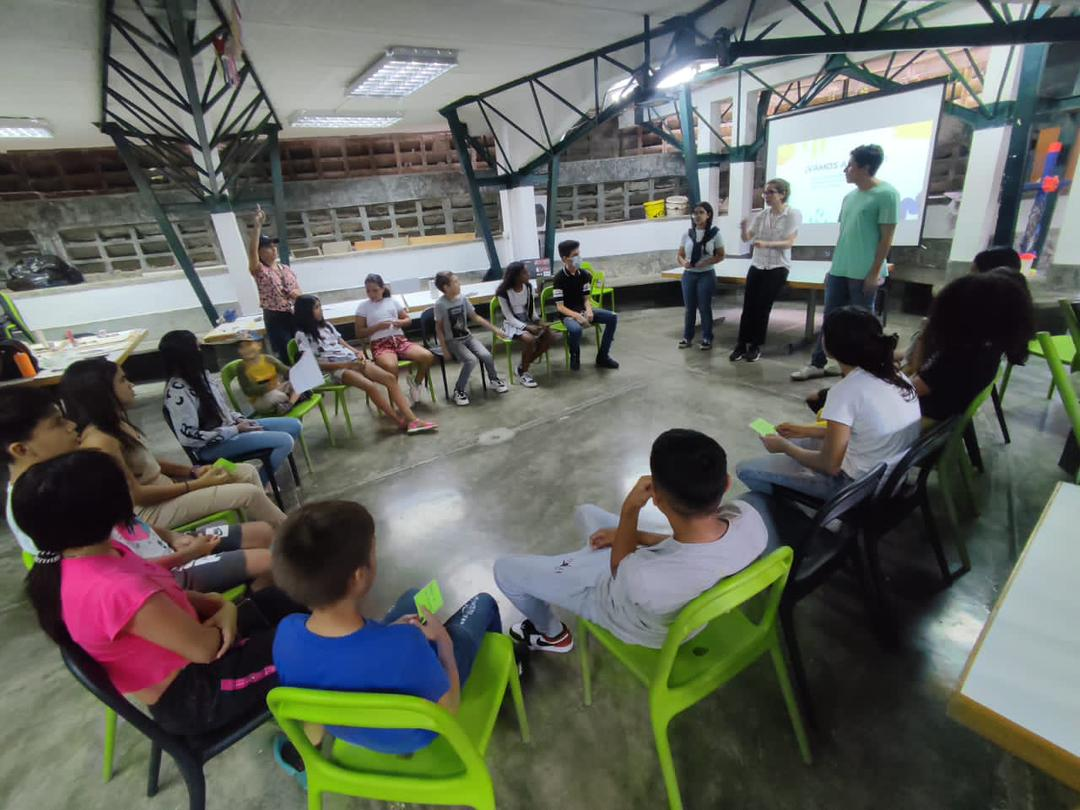
Grupo juvenil "Sueño Catuche" durante exposición de estudiantes de Sociología UCAB

El grupo juvenil "El Sueño de Catuche" es una agrupación que se creó con la finalidad de propiciar el crecimiento integral de los niños y jóvenes de la comunidad de Catuche. Buscan fomentar la ciudadanía por medio de herramientas lúdicas, pedagógicas, artísticas y culturales, con el objetivo de formar futuros líderes comunitarios que puedan ser un ejemplo para todas las generaciones dentro de Catuche y en cada lugar en el que se desenvuelven. A través de cada joven en la agrupación se transmiten los valores comunitarios a sus respectivos núcleos familiares. Son acompañados por un equipo profesional de Fe y Alegría Catuche que procura vincular su acción con la organización comunitaria para la formación de los futuros líderes comunitarios. 

#### Catuchero honorario: Francisco J. Virtuoso, S.JJoseíto
Francisco J. Virtuoso Arrieta (1957-2022), también conocido como el Padre “Joseíto”, fue un sacerdote jesuita y activista social venezolano. Dedicó gran parte de su vida a servir a comunidades vulnerables de la ciudad de Caracas . Fue profesor y rector de la Universidad Católica Andrés Bello desde 2010 hasta el 2022.
En Catuche, Joseíto fue y sigue siendo una figura muy importante y querida por la comunidad. Un visionario que soñó con “pescar truchas en Catuche”, su legado se puede ver al pasar por las caminerías de la  ribereña, en las torres de las residencias Nuevo Catuche en Puerta Caracas, en los edificios de Portillo, en los Centros de Fe y Alegría, en las plazas comunitarias y especialmente en los rostros de los vecinos que a su lado aprendieron a soñar con una vida digna y segura junto a la quebrada que los vio nacer y con la que conviven cada día a través de la participación y la organización comunitaria. 
El Padre Joseito estaba empeñado en que la gente del barrio reconociera y ejerciera su condición de ciudadanos: “Sujetos responsables de su bienestar, su entorno, de la transformación de su hábitat y lo que es realmente ciudadanía en sujetos que hacen posibles que eso que muy bellamente dice la Constitución, acerca de los derechos a tener una vivienda digna, a tener un trabajo digno, a tener una educación digna, tenga nombre y apellido y manos y pies para hacerlos realidad.” 
Catuche sigue soñando y actuando con su gente. Por eso, en reconocimiento a su amistad, a su labor y aporte a la comunidad, se le considera Catuchero honorario.
Corredor ecológico La Ribereña: Una estrategia para lograr habitar en espacios seguros y protegidos a los márgenes de una quebrada urbana.
Desde el año 2019 el Consorcio Social Catuche: ASOCICA, Fe y Alegría y la Rectoría de San Ignacio de Loyola, ha promovido y acompañado acciones para impulsar la implementación de un plan urbano social y espacial que propone la creación de un corredor ecológico a lo largo de la ribereña de la quebrada Catuche, con el apoyo de profesionales y técnicos del área físico territorial y social, en alianza con universidades y Ong´s.
La idea es crear un espacio seguro y protegido para los terrenos cercanos al cauce del río, para que no se construyan edificaciones que pongan en peligro a los vecinos de la comunidad y al resto de la ciudad, como ya ha ocurrido en el pasado.
Este corredor propone recuperar y mejorar el camino que está al lado oeste del río, y además colocar debajo de este camino las tuberías y cables necesarios para servicios públicos, como cloacas y agua potable. También se quiere construir dispositivos para estabilizar los taludes y hacer las terrazas, espacios comunitarios, como parques, plazas, huertos y miradores, donde la gente pueda convivir y compartir con la quebrada que está a su lado. La idea como lo decía el Padre Joseíto es algún día “pescar truchas en Catuche”. 